# قبول می‌کنم ۲
قبول می‌کنم ۲ (انگلیسی: Accepted 2.0) (به هندی: Qubool Hai 2.0) مجموعه اینترنتی به زبان هندی/اردو است که بازیگران اصلی آن را کاران سینگ گروور و سوربهی جیوتی تشکیل می دهند. این مجموعه توسط مرینال جیها تحت نظر شرکت ام‌ای‌جی پروداکشنز ساخته شده است، کارگردانی آن را گلن بارتو (Glen Barretto) و انکوش موهلا ( Ankush Mohla) بر عهده داشته اند. این مجموعه برای اولین بار در روز ۱۲ مارس ۲۰۲۱، از شبکه زی‌۵ به نمایش درآمد.